# 庞可生
庞可生（？—？），辽朝书法家，辽圣宗（983-1031）时人，擅长楷书。曾于太平五年（1025年）三月，于宝坻广济寺书《广济寺碑》。还曾书写《妙法莲华经卷第四》，署款为“摄大定府文学庞可生书”。